# Sheamus
Sheamus, geboren als Stephen Farrelly (Iers: Stíofán Ó Fearailhaile; Dublin, 28 januari 1978), ook wel Sheamus O'Shaunessy, is een Iers professioneel worstelaar die sinds 2007 actief is in de World Wrestling Entertainment. Sheamus is een 4-voudig WWE World Heavyweight Champion en was de eerste en voorshands enige WWE World Heavyweight Champion van Ierse afkomst in de geschiedenis.
Sheamus won de Royal Rumble in 2012 en is een voormalig winnaar van het King of the Ring-toernooi en de Money in the Bank ladder match, in 2010 en 2015 respectievelijk. Hij is een tweevoudig WWE United States Champion en viervoudig WWE Tag Team Champion als vaste tag teampartner van Cesaro. Sheamus is sinds 2015 roemrucht omwille van zijn opvallende uiterlijk, met name wegens een in het oog lopende, rosse hanenkam en dito baard met vlechten.

## Professioneelworstelcarrière (2002-)

### Training (2002-2004)

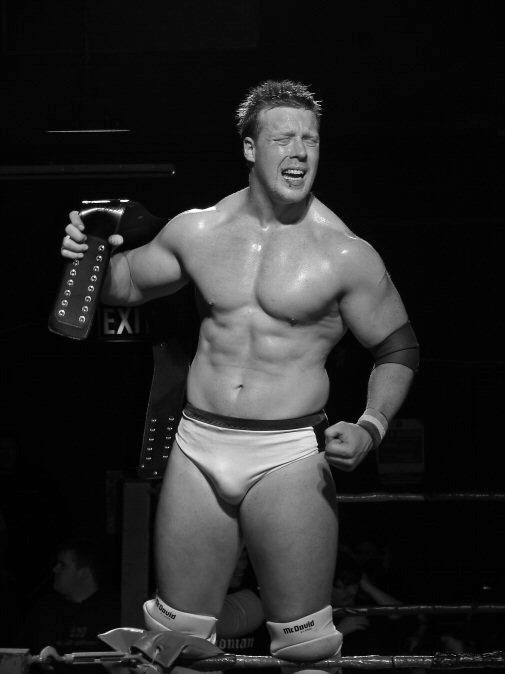
Sheamus O'Shaunessy met het IwW International Heavyweight Championship in 2005

Farrelly keek als tiener op televisie naar het programma "ITV's World of Sport" alsmede shows van de Amerikaanse worstelorganisatie World Wrestling Federation (WWF) op de Britse zender Sky One. Farrelly volgde een opleiding in de worstelschool "Monster Factory", op advies van Bret Hart, vanaf april 2002. Farrelly werd in de "Monster Factory" opgeleid door Larry Sharpe. Farrelly maakte na zes weken zijn debuut onder de ringnaam "Sheamus O'Shaunessy". 
Ondanks vele blessures legde Farrelly tweemaal beslag op het 'Irish Whip Wrestling Heavyweight Championship' voor de Ierse promotie "Irish Whip Wrestling". O'Shaunessy debuteerde tegen Robert Pigeon in mei 2002 en kreeg algauw de bijnaam "Irish Curse". Door een nekblessure stond hij echter twee jaar op non-actief. Farrelly baseerde later zijn personage "Sheamus O'Shaunessy" op een figuur uit de Keltische mythologie. Twee jaar na zijn debuut sloot Farrelly zich aan bij de Ierse worstelorganisatie "Irish Whip Wrestling". 

### Irish Whip Wrestling (2004-2006)
In 2004 keerde Farrelly terug als "Sheamus O'Shaunessy" en ging aan de slag bij de worstelorganisatie "Irish Whip Wrestling" te Dublin en debuteerde tegen Mark Burns op 9 juli 2004. O'Shaunessy versloeg Burns. In maart 2005 veroverde O'Shaunessy het 'IwW International Heavyweight Championship', het eerste kampioenschap in zijn carrière. Op 29 mei 2005 moest O'Shaunessy zijn titel afstaan aan D'Lo Brown, maar in oktober 2005 veroverde O'Shaunessy zijn tweede en laatste 'IwW International Heavyweight Championship' met een overwinning tegen Brown.
Later verdedigde O'Shaunessy het kampioenschap met succes tegen Ian "Vampiro" Hodgkinson. Kort daarna startte O'Shaunessy een verhaallijn naast de Schotse worstelaar Drew Galloway - later bekend als "Drew McIntyre" -, die zijn belangrijkste opponent werd. Galloway trad op verkleed in de  kleuren van Schotland, terwijl O'Shaunessy verscheen in de kleuren van de Old Firm-voetbalderby tussen Glasgow Rangers en Celtic Glasgow. Uiteindelijk verloor O'Shaunessy op 28 augustus 2006 zijn titel aan Galloway. Het was meteen ook het laatste 'IwW'-optreden van O'Shaunessy. Na zijn vertrek bij de "IwW" was hij tussen 2005 en 2007 aan de slag bij verschillende Britse worstelpromoties. Eind 2006 tekende hij een opleidingscontract bij de World Wrestling Entertainment. 

### World Wrestling Entertainment (2007-heden)

#### Florida Championship Wrestling (2007-2009)
O'Shaunessy maakte zijn opwachting in de World Wrestling Entertainment in een aflevering van het programma Monday Night Raw uitgezonden vanuit de Manchester Evening News Arena, maar niet als worstelaar. Hij maakte deel uit van het veiligheidsteam van D-Generation X (Triple H & Shawn Michaels). Later werd O'Shaunessy aangevallen door Triple H. In het voorjaar van 2007 worstelde O'Shaunessy enkele try-outs in Milaan en Londen, tegen onder meer Drew McIntyre, Stu Sanders - later bekend als "Wade Barrett" -, Jimmy Wang Yang en Domino.
Op 2 oktober 2007 debuteerde O'Shaunessy in het opleidingsprogramma Florida Championship Wrestling (FCW), waar hij Bryan Kelly versloeg. Daarna vormde O'Shaunessy een tag team met Hade Vansen en vervolgens met Jake Hager - later bekend als "Jack Swagger". O'Shaunessy nam deel aan een toernooi voor het FCW Florida Tag Team Championship als partner van Kafu. Het duo versloeg "The British Lions" ("The Superstar" Christopher Gray & "The Rascal" Tommy Taylor) in de eerste ronde, maar werd in de tweede ronde uitgeschakeld door Brad Allen en Nick Nemeth - later bekend als "Dolph Ziggler".
In september 2008 daagde O'Shaunessy zijn voormalige tag teampartner Jake Hager uit voor het FCW Florida Heavyweight Championship en veroverde het kampioenschap. O'Shaunessy moest het FCW Florida Heavyweight Championship afstaan aan Eric Escobar op 11 december 2008. Joe Hennig - later bekend als "Michael McGillicutty en "Curtis Axel" - en Drew McIntyre waren de andere uitdagers.

#### WWE Championship (2009-2010)

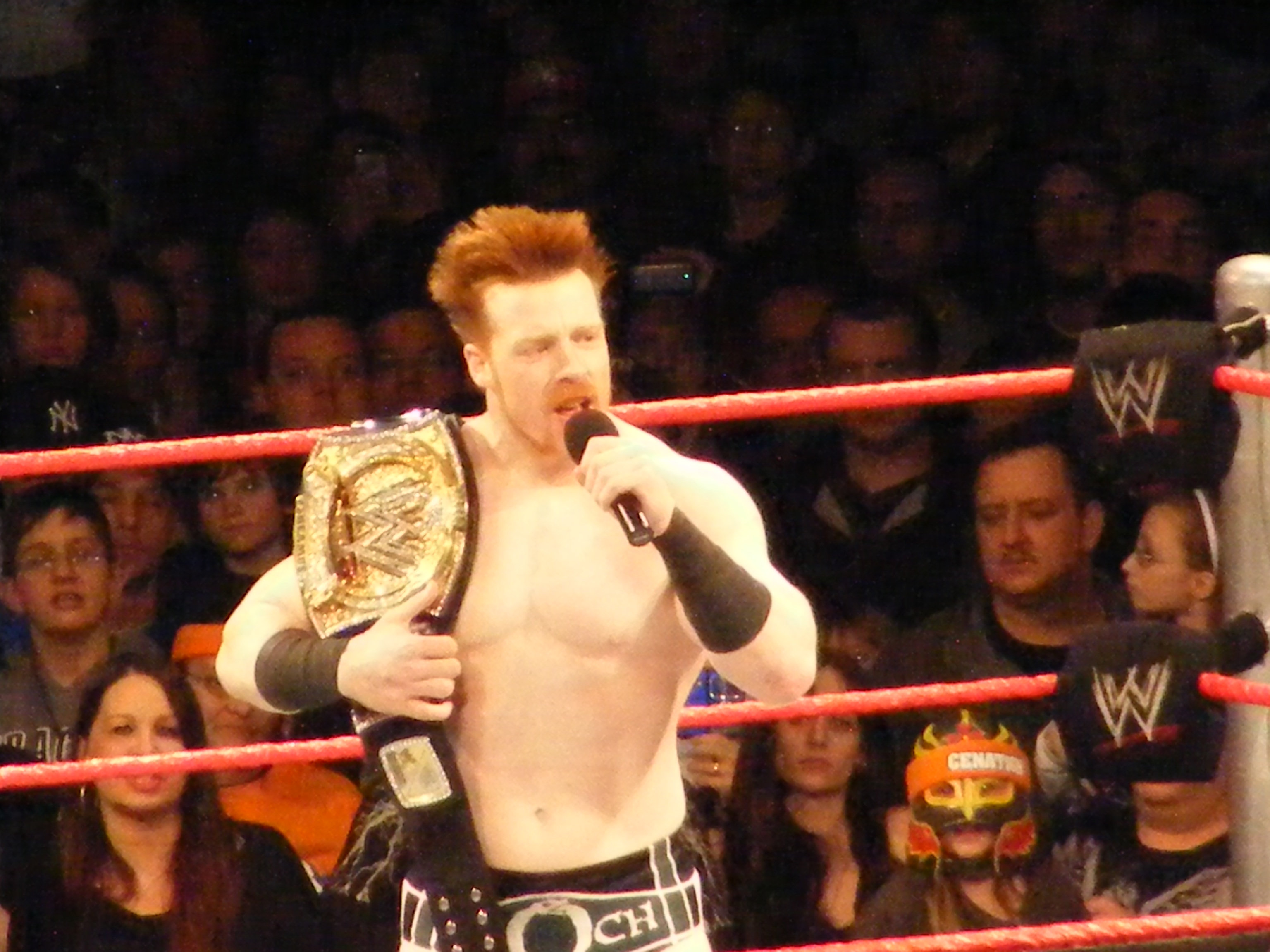
Sheamus als WWE Champion in 2009

Tijdens een aflevering van de worstelshow ECW op 30 juni 2009 maakte Farrelly zijn onaangekondigde debuut als een heel ("slechterik"). Farrelly is sindsdien actief onder zijn kortere, huidige ringnaam "Sheamus". Sheamus kreeg het aan de stok met Goldust. Sheamus en Goldust verschenen samen in de "Abraham Washington Show", een praatprogramma, naar aanleiding van een onderlinge confrontatie op 1 september 2009. Sheamus won deze wedstrijd. Sheamus' volgende tegenstander was Shelton Benjamin, die hij meermaals versloeg. 
Sheamus' eerste pay-per-view als lid van de federatie was het evenement Survivor Series in november 2009, waar hij participeerde in de traditionele Survivor Series-eliminatiewedstrijd. Sheamus maakte deel uit van "Team Miz", als dusdanig in dienst van The Miz. Sheamus leverde zijn team de overwinning op nadat hij John Morrison van "Team Morrison" als laatste elimineerde. Sheamus versloeg John Cena voor het WWE Championship bij het evenement Tables, Ladders and Chairs in december 2009. Sheamus was de eerste Ierse WWE Champion in de geschiedenis. Een dag later ontving hij de Slammy Award in de categorie "Breakout Superstar of the Year". Sheamus verdedigde het kampioenschap met succes tegen Cena en Randy Orton, waarvan het laatste via diskwalificatie bij het evenement Royal Rumble in januari 2010. 
Sheamus verloor het WWE Championship aan John Cena in een Elimination Chamber match bij het inaugureel gelijknamig evenement in februari 2010. Sheamus werd met name geëlimineerd door Triple H. Sheamus werd een maand later verslagen door Triple H bij het evenement WrestleMania XXVI. Sheamus en Triple H stonden nogmaals tegenover elkaar bij het evenement Extreme Rules, in een "straatgevecht" (NB: reguliere wedstrijd, zonder regels), waar hij Triple H versloeg. Het was tevens de laatste wedstrijd van Triple H in tien maanden, waarna hij terugkeerde voor een confrontatie met The Undertaker bij het evenement WrestleMania XXVII. Een week na zijn terugkeer - op 28 februari 2011 - viel een gefrustreerde Triple H hem aan en gooide hem door een commentatorentafel heen.
Sheamus versloeg John Cena, Randy Orton en Edge bij het eenmalig evenement Fatal 4-Way in juni 2010, voornamelijk met dank aan The Nexus. Met deze overwinning veroverde Sheamus voor de tweede keer in zijn carrière het WWE Championship. Later verdedigde Sheamus het kampioenschap twee keer met succes tegen Cena bij het evenement Money in the Bank en tegen Orton bij het evenement SummerSlam, waarvan zijn confrontatie met Orton wederom eindigde met een diskwalificatie. Sheamus moest zijn titel doorgeven aan Orton in een zogeheten "Six Pack Challenge" bij het evenement Night of Champions in september 2010. John Cena, Edge, Chris Jericho en Wade Barrett waren de overige deelnemers.

#### King Sheamus (2010-2011)

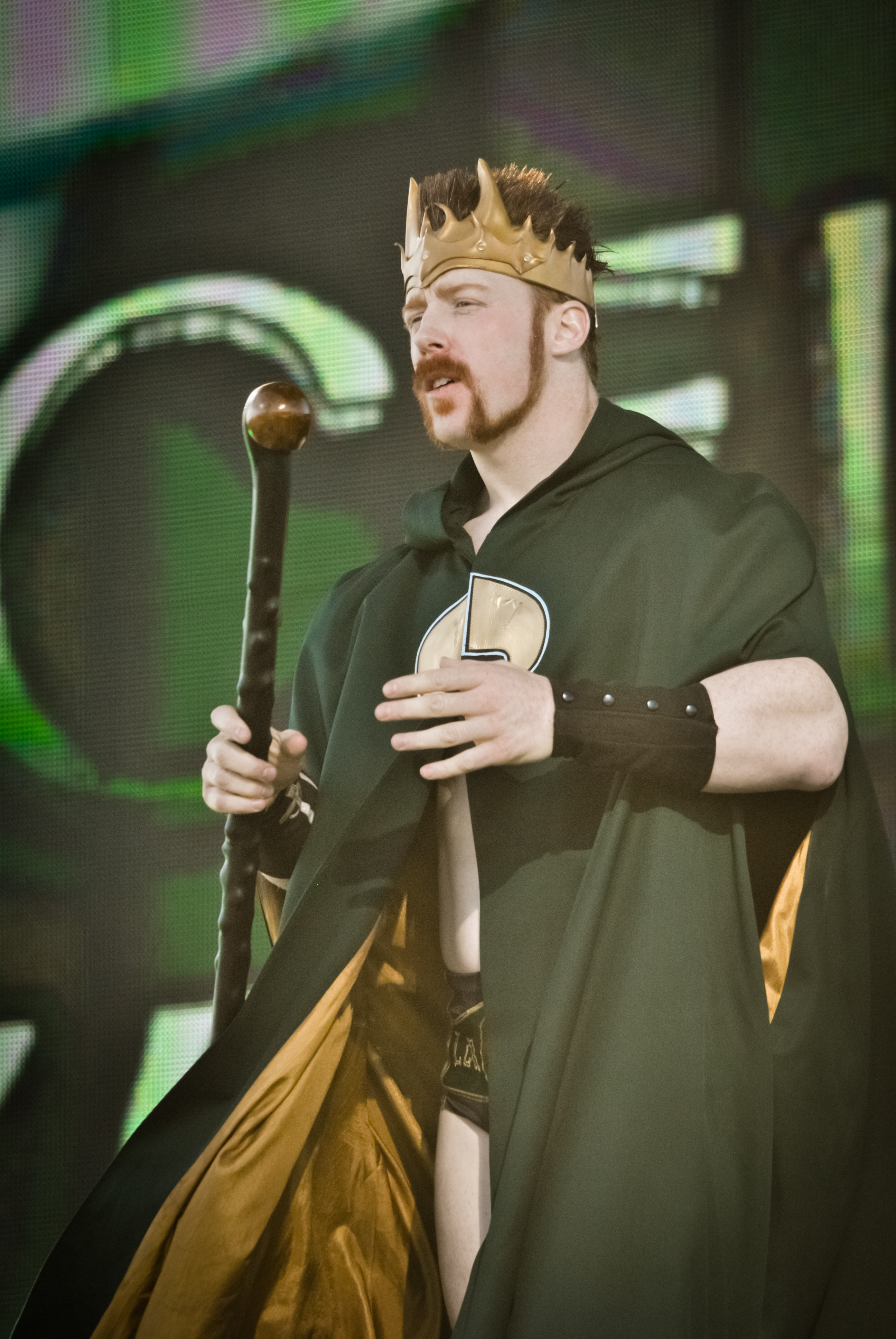
Sheamus als "King Sheamus" in 2010

Op 29 november 2010 kroonde Sheamus zich tot de nieuwe King of the Ring nadat hij Kofi Kingston en John Morrison elimineerde. Sheamus diende voortaan te worden aangesproken als "King Sheamus" en noemde zichzelf de "High King of WWE". Sheamus droeg voor aanvang van zijn wedstrijden een kroon en een lang, groen kleed (zie foto). "King Sheamus" verloor van John Morrison in een ladder match bij het evenement Tables, Ladders and Chairs in december 2010.
Na een wisselvallig jaar als "King Sheamus" veranderde Sheamus zijn gimmick naar "The Celtic Warrior", waarmee hij enorm populair werd. Niet veel later versloeg hij Daniel Bryan voor het WWE United States Championship in een aflevering van Monday Night Raw op 14 maart 2011. Sheamus verloor het kampioenschap aan Kofi Kingston bij het evenement Extreme Rules in april 2011. Sheamus werd op 6 juni 2011 verslagen door titelverdediger Randy Orton voor het World Heavyweight Championship door inmenging van gastscheidsrechter Christian Cage. 

#### Royal Rumble & Mr. Money in the Bank (2012-2015)
Sheamus was in januari 2012 de winnaar van de 25e editie van Royal Rumble, nadat hij Chris Jericho als laatste elimineerde. Drie maanden later versloeg hij Daniel Bryan na 18 seconden - géén record - bij het evenement WrestleMania XXVIII en veroverde zijn eerste World Heavyweight Championship. Een half jaar later moest hij de titel afstaan aan Big Show bij het evenement Hell in a Cell. In het voorjaar van 2013 maakte hij vooral "reclame" voor zijn nieuwe afwerkingsbeweging, de "Brogue Kick". In augustus 2013 maakte WWE via haar website bekend dat Sheamus een zware schouderblessure had opgelopen. Door deze blessure was Sheamus vier tot zes maanden buiten strijd.
Tijdens een aflevering van Monday Night Raw op 5 mei 2014 veroverde Sheamus voor de tweede keer het WWE United States Championship in een "battle royal" (NB: eliminatiewedstrijd) met 19 andere worstelaars, onder wie titelverdediger Dean Ambrose - die na 351 dagen het kampioenschap verloor. Op 3 november 2014 moest hij de titel afstaan aan Rusev. In juni 2015 werd hij Mr. Money in the Bank na winst van de traditionele ladder match bij het gelijknamig evenement. Het betreffende contract voor een kans op het WWE World Heavyweight Championship leverde Sheamus in bij het evenement Survivor Series op 22 november 2015, toen Roman Reigns net kampioen was geworden. Sheamus versloeg Reigns en was de nieuwe WWE World Heavyweight Champion, waardoor hij ook rechtstreeks betrokken raakte bij de controverse rond Reigns. Sheamus verloor het kampioenschap aan Reigns in een aflevering van Raw op 14 december 2015. In het najaar van 2015 richtte hij met Rusev, Alberto Del Rio en Wade Barrett een multiculturele worstelgroep op, genaamd "The League of Nations", die echter impopulair werd bij fans en insiders. 

#### Cesaro en Sheamus (2016-)

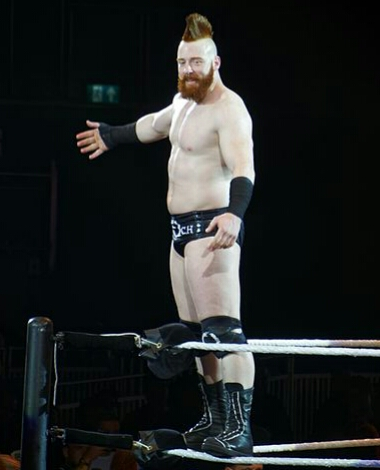
Sheamus in 2016

In augustus en september 2016 worstelde Sheamus zevenmaal tegen Cesaro. Hij won de eerste drie wedstrijden, maar verloor ook drie keer. Hun laatste confrontatie vond plaats bij het evenement Clash of Champions op 25 september 2016. Het gevecht eindigde in het publiek en zowel Cesaro als Sheamus waren niet meer in staat om door te gaan (jargon: no contest). Cesaro en Sheamus moesten van de federatie verder als tag team, aanvankelijk tot ongenoegen van Sheamus.
Cesaro en Sheamus versloegen The New Day (Kofi Kingston, Big E & Xavier Woods), die 483 dagen onafgebroken kampioen waren, bij het evenement Roadblock: End of the Line op 18 december 2016, voor Sheamus het eerste WWE Tag Team Championship in zijn carrière. Cesaro en Sheamus verloren de titelriemen in januari 2017 aan Luke Gallows en Karl Anderson in het voorprogramma van het evenement Royal Rumble. Cesaro en Sheamus werden verslagen door The Hardy Boyz, die na 10 jaar verrassend terugkeerden naar de federatie als team, met name bij het evenement WrestleMania 33.
Cesaro en Sheamus verzuimden het kampioenschap te heroveren van "The Hardy Boyz" bij het evenement Payback, waarna ze "The Hardy's" plots aanvielen. Vanaf dat ogenblik kreeg hun team de naam "The Bar". "The Bar" veroverde voor de tweede keer in hun bestaan het WWE Tag Team Championship bij het evenement Extreme Rules met een overwinning tegen "The Hardy Boyz". In juli 2017 verdedigden Cesaro en Sheamus het kampioenschap met succes tegen "The Hardy Boyz" in een Iron Man match bij het evenement Great Balls of Fire. 
Cesaro en Sheamus verloren het kampioenschap aan The Shield (Dean Ambrose & Seth Rollins) bij het evenement SummerSlam en wisten het kampioenschap niet te heroveren bij het evenement No Mercy. Een maand later namen ze het op tegen "The Shield" - aangevuld met Kurt Angle wegens ziekte van Roman Reigns - als partners van The Miz, Braun Strowman en Kane bij het evenement Tables, Ladders and Chairs, maar verloren. "The Bar" werd ook verslagen door The Usos bij het evenement Survivor Series. 

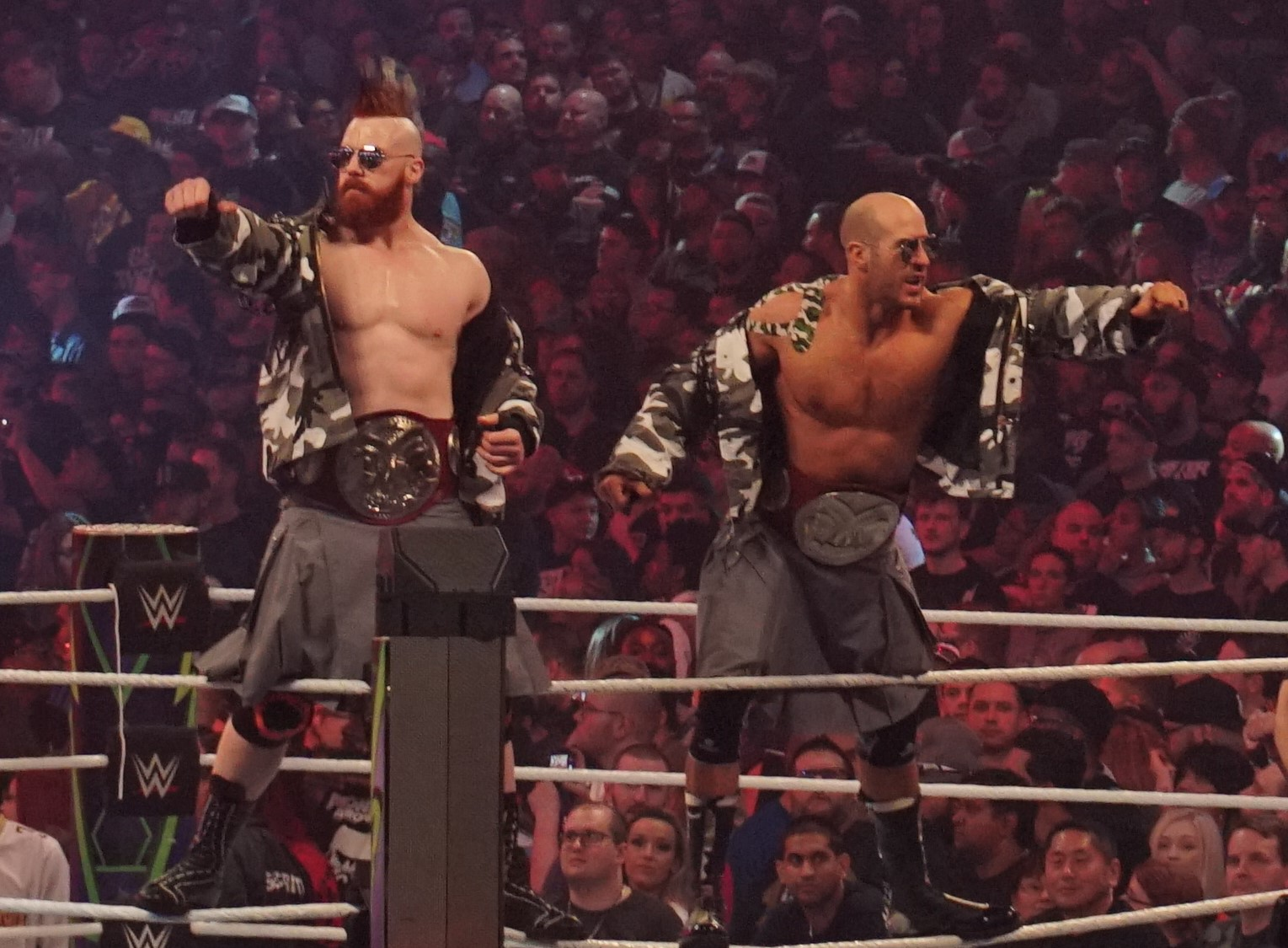
Cesaro en Sheamus als WWE Raw Tag Team Champions bij WrestleMania 34

In januari 2018 veroverden Cesaro en Sheamus opnieuw het WWE Raw Tag Team Championship bij het evenement Royal Rumble. Eerder op de avond nam Sheamus deel aan de Royal Rumble, waarin hij werd geëlimineerd door Heath Slater. "The Bar" verdedigde het kampioenschap met succes bij het evenement Elimination Chamber na een overwinning tegen "Titus Worldwide" (Titus O'Neil & Apollo Crews). Het kampioenschap van Cesaro en Sheamus ging verloren bij het evenement WrestleMania 34 in april 2018, meer bepaald nadat Braun Strowman het WWE Tag Team Championship veroverde met de 10-jarige fan Nicholas - die hij uit het publiek haalde. Later die maand verloren Cesaro en Sheamus van Bray Wyatt en Matt Hardy voor het WWE Raw Tag Team Championship bij het evenement Greatest Royal Rumble in Saudi-Arabië. "The Bar" speelde een verhaallijn naast "The New Day", waarin ze faalden zich te kwalificeren voor de Money in the Bank ladder match. 
Tijdens de duizendste aflevering van het programma Tuesday Night SmackDown! Live veroverden Cesaro en Sheamus voor de 4e keer het WWE SmackDown Tag Team Championship met een overwinning tegen "The New Day". Cesaro en Sheamus werden verslagen door The Miz en Shane McMahon bij het evenement Royal Rumble in januari 2019 en verloren de titelriemen. Cesaro en Sheamus werden in april 2019 verslagen door "The Usos" voor het WWE SmackDown Tag Team Championship bij het evenement WrestleMania 35. De Nederlandse professioneel worstelaar Aleister Black maakte ook deel uit van die wedstrijd, als partner van Ricochet, en was de eerste Nederlander die ooit worstelde bij WrestleMania.

## In het worstelen
- Finishers
  - Als Sheamus
    - Brogue Kick
    - Texas Cloverleaf
    - White Noise
    - High Cross / Celtic Cross / Pale Justice
    - Irish Curse Backbreaker

  - Als Sheamus O'Shaunessy
    - Celtic Slam
    - The FRH – The Fiery Red Hand
    - The Irish Curse

- Signature moves
  - Bear hug
  - Big boot
  - Celtic War Sword (Discus double axe handle)
  - Clothesline
  - Diving splash
  - Irish Frenzy (Repeated slaps to the face followed by a spinning backfist)
  - Spear
  - Springboard somersault neckbreaker
  - Ten beats of the Bodhran

- Bijnamen
  - "S.O.S."
  - "The Irish Curse"
  - "The Celtic Warrior"
  - "The Great White"

## Prestaties
- Florida Championship Wrestling
  - FCW Florida Heavyweight Championship (1 keer)
- Irish Whip Wrestling
  - Irish Whip Wrestling International Heavyweight Championship (2 keer)

- World Wrestling Entertainment/WWE
  - WWE World Heavyweight Championship (2 keer)
  - WWE Championship (2 keer)
  - WWE United States Championship (2 keer)
  - WWE Tag Team Championship (4 keer met Cesaro)
  - King of the Ring (2010)
  - Royal Rumble (2012)
  - Money in the Bank (2015)
  - Slammy Award
    - Breakout star of the Year (2009)
    - "Superstar/Diva Most in Need of Make-up" (2010)
    - "Outstanding Achievement in Muppet Resemblance" (2011)
    - "Feat of Strength of the Year" (2012) - Delivering White Noise to Big Show